# Sasa Gadnik
Saša Gadnik est un joueur slovène de volley-ball né le 30 mai 1974 à Nova Gorica. Il mesure 1,93 m et joue attaquant.

## Clubs
| Club                    | Pays     | De        | À         |
| ----------------------- | -------- | --------- | --------- |
| OK Salonit Anhovo       | Slovénie | 1998-1999 | 2000-2001 |
| Reima Crema Samgas      | Italie   | 2002-2003 | 2003-2004 |
| Monini Spoleto          | Italie   | 2005-2006 | 2005-2006 |
| Agnelli Metalli Bergame | Italie   | 2006-2007 | 2006-2007 |
| Gazprom-Yugra           | Russie   | 2007-2008 | 2007-2008 |
| Autocommerce Bled       | Slovénie | 2007-2008 | 2008-2009 |
| Club Sportif Sfaxien    | Tunisie  | 2012-2013 |           |

## Palmarès
- Championnat de Slovénie (1)
  - Vainqueur : 1999
- Coupe de Slovénie (1)
  - Vainqueur : 2000
- Championnat de Tunisie (1)
  - Vainqueur : 2013
- Coupe de Tunisie (1)
  - Vainqueur : 2013
- Coupe d'Afrique (1)
  - Vainqueur : 2013
- Coupe arabe (1)
  - Vainqueur : 2013